# Baro
|  | Per a altres significats, vegeu «Baro (Nigèria)». |

Baro, o les Cases de Baro, és un poble del municipi de Soriguera, a la comarca del Pallars Sobirà, dins del terme de l'antic municipi d'Estac. És a prop i al sud del cap de comarca, Sort. És a la dreta de la Noguera Pallaresa i al peu de la carretera N-260, en el punt quilomètric 288.
El poble de Baro va ser format per habitants dels pobles alts de l'entorn, com Arcalís i Escós. L'hivern dificultava l'accés als seus pobles i per això van anar construint cases al fons de la vall. En anar prenent importància la carretera, al mateix temps que anaven canviant les formes de vida al Pallars, Baro va anar creixent, mentre que els pobles van perdre habitants i activitats.

## Geografia
Joan Coromines associa Baro amb Bar i Barguja. Es tracta, en tots aquests casos, d'una arrel iberobasca, que dona en basc actual ibar (vall).

## Descripció

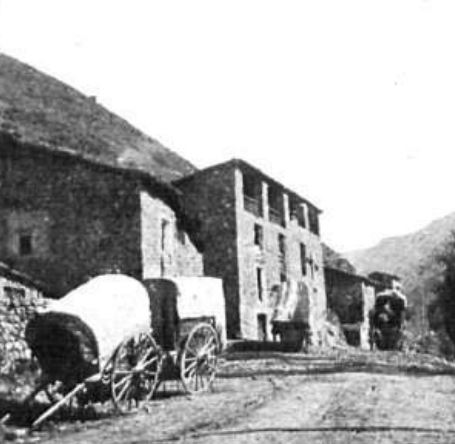
Any 1910

El poble de Baro està dividit en dos nuclis, propers entre ells (els separen 475 metres de distància). El de més al nord-est és Baro de Damunt; és on hi havia hagut la Mola de Baro, antic molí convertit en central hidroelèctrica que també feia les funcions de molí fariner, serradora i forn de pa (produïa electricitat per als pobles de Baro, Arcalís, Escós, Mencui i Estac. Va estar en funcionament fins a principis dels anys 80). També és on hi ha el Pont d'Arcalís.
Més al sud-oest hi ha Baro de Davall, on hi ha el Pont de Baro, Cal Mariano, la Fonda Farré (aquests dos darrers, establiments d'hostaleria), l'església de la Mare de Déu del Roser, que depèn de Sant Lliser d'Arcalís i el Càmping Pallars Sobirà.
Baro forma part actualment del terme municipal de Soriguera, juntament amb Arcalís, Embonui, Escós, Estac, Freixa, Llagunes, Llavaners, Malmercat, Mencui, Puigforniu, Rubió, Saverneda, Soriguera, Tornafort i Vilamur.
Pascual Madoz dedica un article breu del seu Diccionario geográfico... a Baro (Baro, Casas de). Hi explica que és un llogaret del terme municipal d'Arcalís que és a la dreta de la Noguera Pallaresa en un petit pla. El combaten principalment els vents del nord i del sud. El clima hi és temperat, però una mica propens a inflamacions i pulmonies. Tenia en aquell moment 9 cases i una església, dedicada a San Liceño, annexa de la d'Arcalís. Les terres són en part muntanyoses, on abunden els boscos de pins i alzines, amb bosquina i pastures, i en part plana, fertilitzada per la Noguera Pallaresa. S'hi collia blat, sègol, oli, vi, tota mena de fruita, fenc i pastures. S'hi criava bestiar vacum, de llana, cabres i mules. Hi havia caça de conills, llebres i perdius i pesca de barbs i truites. Comptava amb 9 veïns de cadastre (caps de casa) i 40 ànimes (habitants).
Les cases del poble són
| - Borda de Beta - Casa Burret - Casa Caset | - Casa Cassovall - Casa Durano - Casa Ferrer | - Casa Ferreret - Casa Isaina - Casa Macià | - Casa Marcel·la - Casa Menal - Casa Rellotger | - Casa Terraferma - Casa Xaulet |

## Demografia[4]
| 1888 | 1900 | 1910 | 1920 | 1930 | 1940 | 1950 | 1960 | 1970 | 1981 | 1991 | 2000 | 2002 | 2004 | 2006 | 2008 | 2010 | 2011 |
| ---- | ---- | ---- | ---- | ---- | ---- | ---- | ---- | ---- | ---- | ---- | ---- | ---- | ---- | ---- | ---- | ---- | ---- |
| 31   | 32   | 54   | 62   | 67   | 77   | 52   | 51   | 30   | 21   | 42   | 32   | 35   | 38   | 46   | 52   | 55   | 49   |